# Andrea Prodan
Andrea Giovanni Prodan Más conocido como Andrea Prodan (n. Roma, Italia, 16 de noviembre de 1961)  es un actor de cine, compositor y músico italiano radicado en Argentina. Es el hermano menor de Luca Prodan.

## Biografía

### Primeros años
Hijo de Mario Prodan, nacido en Estambul (Turquía) pero de nacionalidad italiana con procedencias italiana, y austro-húngara y Cecilia Pollock, oriunda de China e hija de escoceses, quienes residían en Shanghái antes de la Segunda Guerra Mundial. Mario fue un autor y talentoso deportista, y había corrido un negocio próspero, siendo uno de los mayores referentes en Europa sobre arte y antigua cerámica china.
La familia se trasladó a Roma y Toscana en 1948, donde Andrea pasó sus primeros años. Fue educado en Inglaterra y a los doce años, se convirtió en miembro del coro en la escuela, Canterbury. Como voz solista grabó «Una canción para todas las estaciones». Empezó en el cine como asistente de sonido en Krull y también en La historia del Vaticano, con Gregory Peck.

### Carrera cinematográfica
En 1983, se retiró de la Universidad de Exeter a unirse a su hermana mayor Michela en la preparación de 'Anno Domini' de la International Films producción en Monastir, Túnez, producido con la NBC, una secuela de Jesús de Nazareth, que narra la historia de los Hechos de los Apóstoles, y fue dirigida por Stuart Cooper. 
Andrea Prodan hizo por dos años, el operador asistente e intérprete para el director italiano de fotografía, Ennio Guarnieri. En AD, las estrellas incluían a Ava Gardner, James Mason, Dennis Quilley y Fernando Rey. Apareció junto a Ava Gardner como Britannicus, futuro Emperador de Roma, usurpádo por su medio-hermano Nerón. Durante ese tiempo, filmó un cortometraje, en el Sahara, que ganó el prestigioso Premio ICA en 1984. Luego pasó a trabajar con Federico Fellini en su película 'Ginger & Fred', y en lo que fueron dos insólitos comerciales dirigidos por el gigante del Cine e iluminados por Guarnieri. 
Fluido en inglés, italiano, francés y alemán, Prodan siguió una carrera principalmente en películas italianas. En 1985, apareció en Giochi d'Estate y como coprotagonista en la película Berlín interior de  Liliana Cavani. Después de esto apareció en películas con los hermanos Taviani, Good morning, Babilonia y Peter Greenaway en El vientre del arquitecto. 
En 1987, interpretó el papel de Ettore Majorana, en la película I ragazzi di vía Panisperna por Gianni Amelio, recibiendo elogios de prensa y público. Siguió el trabajo protagonizando películas con varios directores como Giuseppe Bertolucci, Guido Chiesa y Fiorella Infascelli.
En 1991, interpretó a un paciente con discapacidad mental llamado Marco que rompe un romance entre personajes interpretados por Bruno Ganz y haciendo equipo, una vez más, con Ornella Muti en el tercer cuento misterioso de La Domenica specialmente. Muti y Prodan se habían hecho amigos en el set de "Una temporada de gigantes", una miniserie de Estados Unidos en la que interpreta al pintor renacentista Rafael Sanzio y Muti su musa, Onoria.
En 2005, trabajó con Emmanuele Crialese en la película Nuovomondo ganando el Leone d'Argento en el Festival de Cine de Venecia (2006).

### Carrera musical
En 1995, viajó a Argentina y con una consola, grabando Viva Voce, un disco en el que se hace pasar por todos los instrumentos, usando nada más que su voz. El disco recibió buenas críticas y el músico Peter Gabriel lo señaló entre sus discos favoritos del año.
Paralelamente a la grabación de su disco vocal, acude como invitado a recitales de Las Pelotas, donde giran por unos meses con acalorados shows. En estos, Andrea supo hacer enérgicas interpretaciones de Sumo, clásicos como "Heroin", "Estallando desde el océano" y "Crua Chan" hicieron vibrar como nunca algunos cierres de recital.
En 2001, Andrea decidió instalarse en Argentina. 
Compuso la banda sonora de dos películas argentinas, El jardín primitivo y Caballos en la Ciudad y también realizó spots publicitarios innumerables. Una serie de anuncios de televisión en el que representa al personaje cómico 'Al Dentice' fue transmitida a nivel nacional en Italia. Él vive actualmente entre Buenos Aires y en Córdoba y tiene tres hijos. 
En el año 2006, formó su propia banda de rock, llamada Romapagana, integrada por Andrea Prodan en guitarra eléctrica y voz, Diego Segovia en bajo, Christian "Pistón" Fernández en batería y Fabián "Rojo" Limardo en guitarra. Condujo Metiendo Púa, un programa de radio. Se está llevando a cabo su carrera como actor de cine y es un punto de referencia en relación con su hermano, Luca, que murió en 1987 debido a una cirrosis hepática. 
El 31 de diciembre de 2009, Romapagana lanzó su primer trabajo discográfico, que fue grabado por Mariano Iezzi en CCCI Studios, Buenos Aires, Argentina.
En el 2015, estrenó su nuevo proyecto: Hechos espontáneos, grabado y distribuido de manera novedosa.
En el 2019 publicó otro disco de características excéntricas: 'Freshness of Surprise'; esta vez bajo el alter ego de Dre Dre Bondang. "Quería sorprenderme a mi mismo; no dejarle mucho espacio a mi intelecto. Fluir. Era una forma de malabrismo basado en la fe del instante. Algo muy liberatorio". En abril de 2019 vio el nacimiento de un proyecto musical bajo el nombre de 'Bowie ReMembered'. Con los músicos Diego y Alejandro Kurz, Guido Pérez Fantini, Martín Luchina y Dano Digón, Andrea repasa varias épocas del legado Bowie en un espectáculo lleno de emoción y poder escénico. Ha invitado a participar nombres de renombre de la escena artística local. El proyecto tiene un respiro Internacional y cuenta con la colaboración de Dolores Casares a nivel visual. Su Estreno fue en Rosario y en Buenos Aires durante la semana del Aniversario de los 50 años del Hombre en la Luna.
En el 2020 publica su segundo trabajo discográfico bajo el alter ego de Dre Dre Bondang: 'Two'. Con los Bowie ReMembered graba varias canciones desde el confinamiento impuesto por la pandemia de COVID-19. Lo mismo hace con 'Isla 2', canciones compuestas con Celina Varela.

## Filmografía  parcial
- 1985: A.D. Anno Domini (A.D.)
- 1985: Giochi d'Estate
- 1987: Good morning, Babilonia
- 1987: El vientre del arquitecto
- 1986: Propriedad Privada (Interno Berlinese)
- 1988: I Ragazzi di via Panisperna
- 1988: Zugzwang / Obbligo di Giocare
- 1989: Con i piedi per Aria
- 1991: La Montagna dei Diamanti (The Burning Shore)
- 1991: Miguel Ángel - genio y pasión (A Season of Giants)
- 1993: La Domenica Specialmente
- 1994: La Biblia - Abraham (Abraham)
- 2001: Leyendas de Jesús - José de Nazaret (Gli Amici di Gesù - Giuseppe di Nazareth)
- 2002: La entrega
- 2003: El jardín primitivo
- 2005: La esperanza
- 2006: Nuevo mundo
- 2008: Together/Juntos (Dir. Jannik Splidsboel)
- 2014: Planta madre
- 2018: El Hombre que Compró la Luna

## Discografía
- 1996: "Viva Voce" - editado por Silly Producciones S.A.[7]
- 2009: "ROMAPAGANA" - editado por Mulita Intuit.
- 2014: "Hechos Espontáneos" / "Fatti Spontanei" / "Sounds Spontaneous" - editado por: Mulita Intuit.
- 2016: ROMAPAGANA: "Vívido" (Disco 'en vivo' de la homónima banda).
- 2019: Dre Dre Bondang (alter ego): 'Freshness of Surprise'. Mulita Intuít / Espantapájaros.
- 2020: Dre Dre Bondang (alter ego) 'Two'. Mulíta Intuit / Espantapájaros.